# Coloneura danica
Coloneura danica är en stekelart som beskrevs av Griffiths 1968. Coloneura danica ingår i släktet Coloneura och familjen bracksteklar. Inga underarter finns listade i Catalogue of Life.